# AI Song Contest 2023
El AI Song Contest 2023 (AI Songfestival en Neerlandés) ha sido la cuarta edición del festival AI Song Contest. Como en las ediciones anteriores, el festival se pudo seguir telemáticamente a través de  RTVE Play (pagando 5 euros) con la novedad que esta edición se celebró presencialmente por primera vez. El coste de la entrada fue de 10 euros. La ciudad gallega de La Coruña fue la localización elegida para celebrar la final del festival. Además, el grupo gallego PAMP! resultó finalista del AI Song Contest 2022 (la tercera edición del formato) con su tema Al-Lalelo y, por tanto, quedan representados en la cuarta edición como grupo anfitrión. Por otra parte, se ha considerado que La Coruña ya es una ciudad "polo en inteligencia artificial.
Esta edición ha sido patrocinada por: El gobierno de España, la Junta de Galicia, el Centro de Supercomputación de Galicia y el Clúster TIC Galicia. El evento está producido por Studio Follow y Miraveo. También cuenta con el apoyo de Cidade das TIC, Amsterdam Music Lab, Infinite Album, Afundación, CiTIUS, DIHGIGAL, Balidea, DataSpartan, Dinahosting, AGASOL y el Consejo de la Cultura Gallega. También cuenta con el apoyo del CITIC, AIHUB CSIC, Goldsmiths University of London, OdiseIA, Microsoft e I3D TECH. Renfe es el transporte oficial y Eurostars Hoteles es el alojamiento asociado.

## Programación

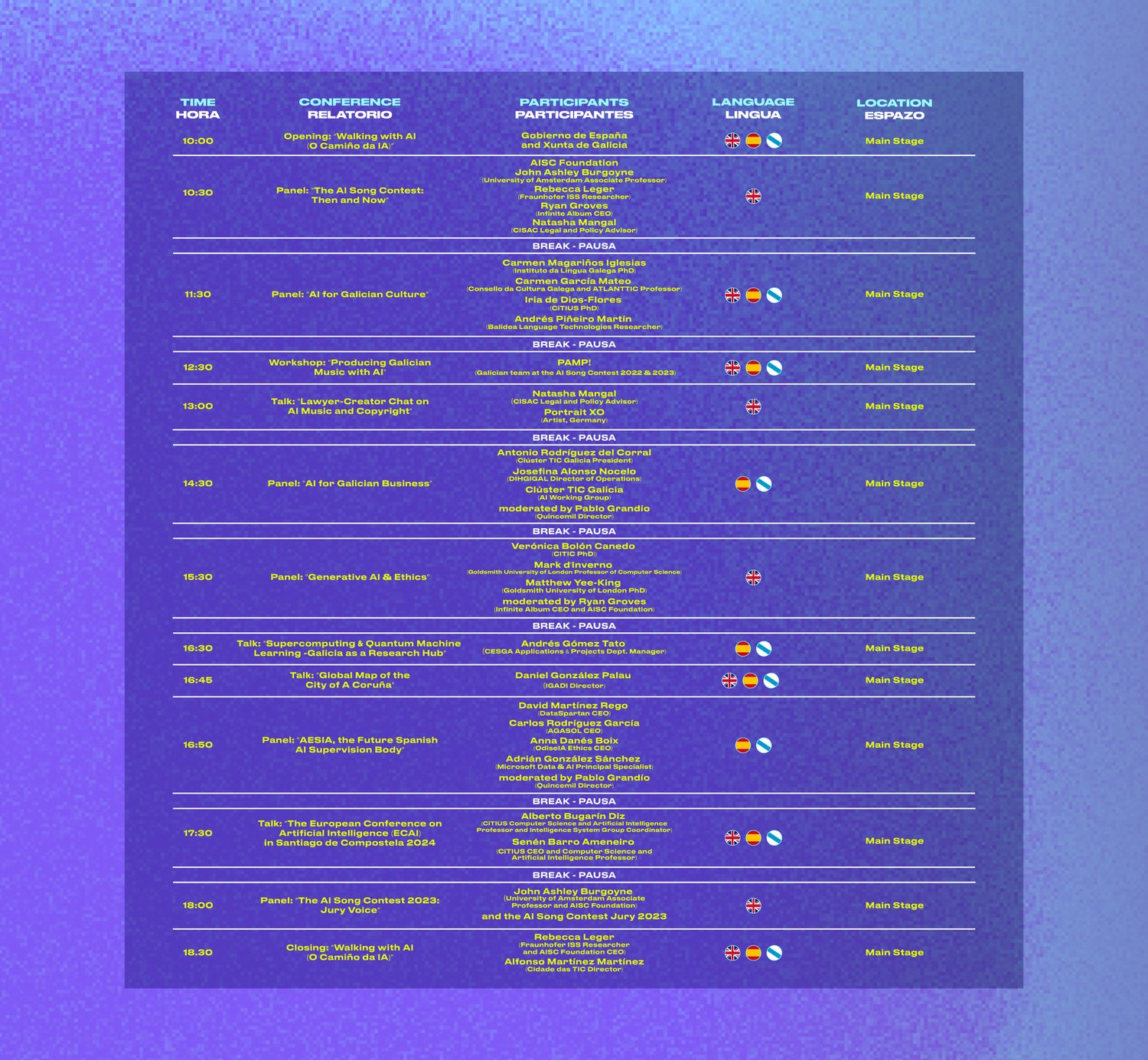
Programación del AI Song Contest 2023

El AI Song Contest 2023 ha contado con la elaboración de un programa de actividades muy diverso que se han celebrado de la mano de la final del concurso. Por ejemplo, la celebración del AI & Creation Day el 4 de noviembre de 2023 en el CSA Cidade das TIC, en La Coruña . Este conjunto de actividades ha girado entorno el mundo de las IA y las tradiciones gallegas. Ha contado con paneles de discusión ("The AI Song Contest: Then and Now, "AI for Galician Culture", "Generative AI & Ethics"...) charlas ("Lawyer-Creator Chat on AI Music and Copyright, "Global Map of the City of A Coruña"...) y talleres (Producing Galician Music with AI).
Las actividades han sido realizadas por profesionales del sector y entidades como el Gobierno de España o la Junta de Galicia. Además, las actividades se han llevado a cabo en varios idiomas: inglés, español y gallego.
Como novedad de esta edición, el jurado también ha participado en el AI & Creation Day, aportando opiniones sobre el panorama de las IA y el impacto de estas en los procesos creativos.
En cuanto a la gala de la final del concurso, fue presentada por Neves Rodríguez, Belén Rivero y Ricardo Saaverda, combinando el inglés, el gallego y el español. El público pudo disfrutar de actuaciones diversas: un grupo de baile tradicional gallego, ¡el grupo PAMP! , o el grupo de electro-pop emergente Lontreira. Además, conexiones con los participantes, afterparty y el anuncio del ganador.

## Finalistas
La final del AI Song Contest 2023 ha contado con 10 finalistas de todo el mundo, incluyendo Alemania, Canadá, España, Estados Unidos, India, Países Bajos, Portugal, Reino Unido y Suecia . Grupos formados por músicos, creadores, productores, ingenieros, investigadores y desarrolladores.
| Artista(s)                                     | Canción                                                  | Países participantes |
| ---------------------------------------------- | -------------------------------------------------------- | -------------------- |
| Synthetic Beat Brigade                         | ¿How would you touch me?                                 | Países Bajos         |
| Auditory Virtual Observatory                   | Spectral Gymnopédie                                      | España               |
| DADABOTOS                                      | Bandschleifer                                            | Estados Unidos       |
| Berfoed                                        | Revisido to the observatory                              | Suecia               |
| DJ Swami                                       | Synthetic Love                                           | Reino Unido          |
| Carmelo Freeman                                | Reebot                                                   | Países Bajos         |
| PAMP! ft Ana Kiro                              | Florespiña                                               | España               |
| Ceremony Shadows                               | Holy Water                                               | Estados Unidos       |
| HEL9000                                        | El metal es importante para mi a través de jeopardize it | Reino Unido          |
| Kemi Sulola, Harriet Raynor y Rebel Algorithms | VTGO (Vertigo)                                           | Reino Unido          |

Synthetic Beat Brigade ha resultado ganador de la cuarta edición con su canción How would you touch me . Por otro lado, ¡el grupo PAMP! fue galardonado con el Trofeo del Público con su canción Florespiña y, a su vez, quedaron en tercera posición empatando con Kemi Sulola, Harriet Raynor y Rebel Algorithms con la canción VTGO .

## Formato
El AI Song Contest 2023 ha mantenido el formato de las ediciones anteriores. Tomando inspiración del festival de la canción de 'Eurovisión', el AI Song Contest funciona con un sistema de votación que combina la opinión de un jurado profesional del sector y los gustos del público interesado en el concurso.
Candidatos de todo el mundo publican sus propuestas y el jurado selecciona las más adecuadas para formar parte del concurso. La cuarta edición ha contado con 35 participantes. Posteriormente, todas las propuestas son publicadas en la web oficial del concurso ( aisongcontest.com  ) donde el público puede escuchar las canciones y votar por su favorita. Con esos votos, quedarán determinados los 10 finalistas que participarán en la gran final del concurso.
La candidatura con mayores votos por parte del público gana el Trofeo del Público y el ganador del concurso queda determinado por una combinación de los votos del público (50%) junto con los del jurado (50%).